# Arena do Tiro com Arco do Olympic Green

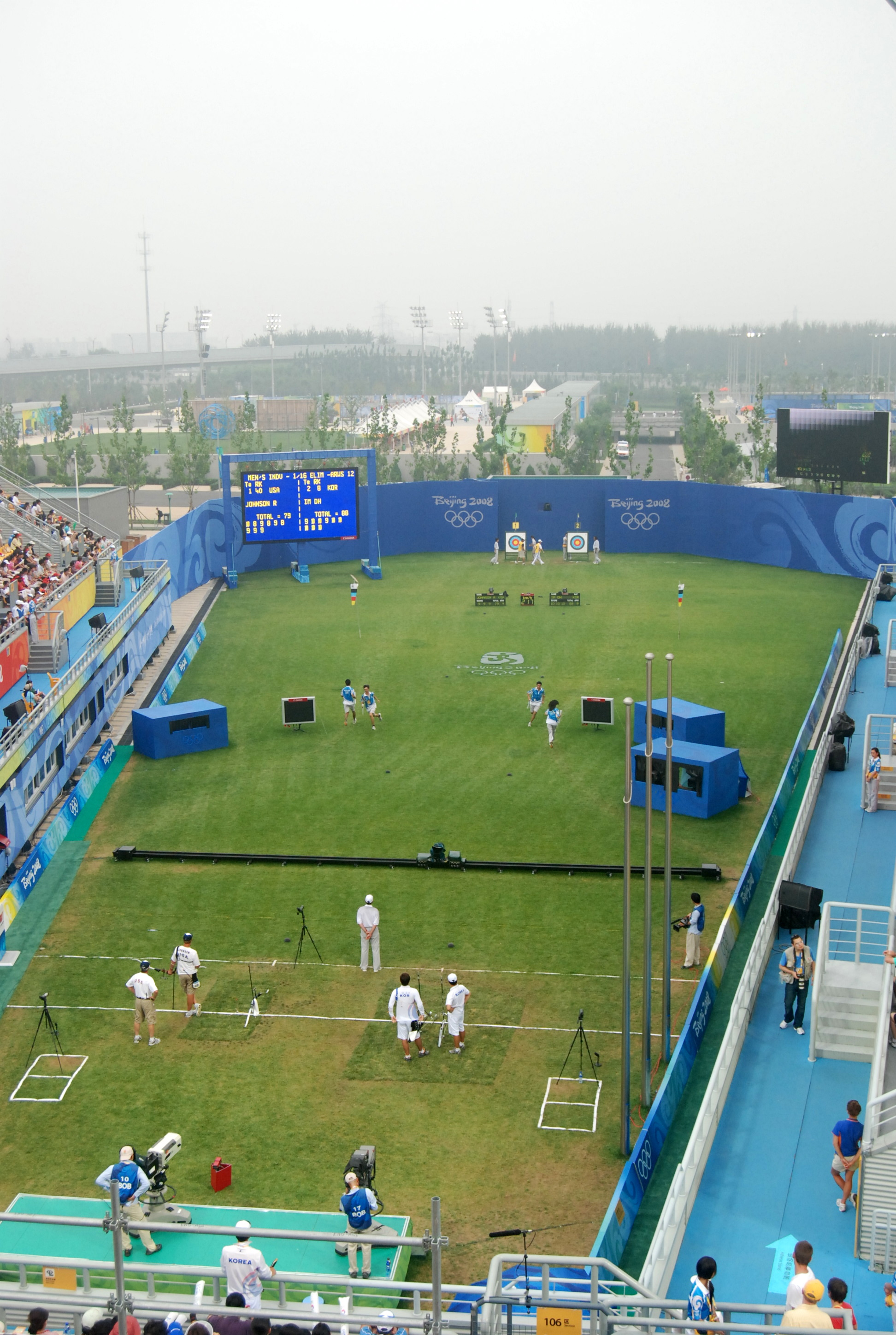
Arena do Tiro com arco do Olympic Green.

A Arena do Tiro com Arco do Olympic Green foi uma das nove instalações temporárias usadas nos Jogos Olímpicos de Verão de 2008. Ali foram sediadas as competições de tiro com arco.
Em forma de "V", o local possuiu arquibancadas em três dos seus quatro lados, mantendo livre a ponta do "V", correspondente à área dos alvos, para segurança dos espectadores e para não prejudicar o desempenho dos atletas. As arquibancadas foram construídas em estrutura de aço superleve e facilmente desmontáveis.
Adjacente ao Estádio de Hóquei, ao norte, e do Centro de Tênis, ao sul, após os jogos, o local foi transformado em um parque para os moradores de Pequim.

## Detalhes da obra
- Tipo: temporário
- Área total: 8.609 m²
- Assentos fixos: 0
- Assentos temporários: 5.000
- Início das obras: 28 de dezembro de 2005